# 孔格帝國
孔格帝國是非洲歷史上的一個穆斯林国家，統治中心位於科特迪瓦东北部，其領土還包括布基纳法索大部分地区。該國是由来自马里帝国的移民建立。1898年，孔格帝國被萨摩里·杜尔摧毀，該國領土隨即被法国控制。